# جوبة (ملابس)
الجَوْبة هي فتحة تامة في الجزء العلوي من البنطال أو التنورة، أو في رقبة أو مقدمة أو كم الثوب.